# مجاعة حرب إقليم التغراي

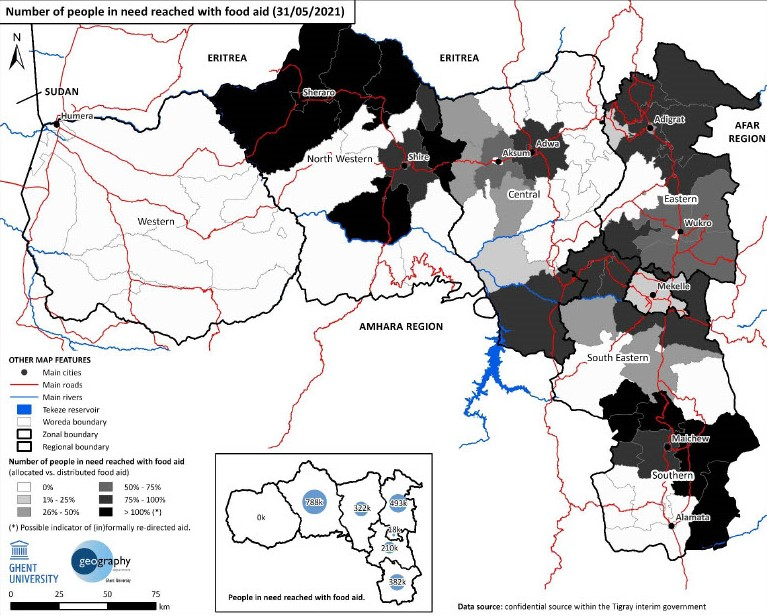
خريطة توضح المناطق التي أثرت المجاعة

مجاعة حرب إقليم التغراي تتكون من الوفيات البشرية من الجوع، خلال حرب إقليم التغراي التي بدأت في نوفمبر 2020. بشكل رسمي تم تقدير الوفيات على أنها أزمة من المرحلة الثالثة وحالة الطوارئ من المرحلة الرابعة، مستوى انعدام الأمن الغذائي الحاد في أجزاء كبيرة من منطقة تيغراي في يناير 2021 من قبل شبكة أنظمة الإنذار المبكر بالمجاعة في إطار التصنيف المتكامل لمرحلة الأمن الغذائي.
في أواخر يناير 2021 زعمت مجلة ذي إيكونوميست أنه «من المحتمل» أن تكون الحكومة الإثيوبية الفيدرالية «تتعمد منع الطعام في محاولة لتجويع» جبهة التحرير تغراي. صرح مسؤول إثيوبي في أواخر يناير أنه «لا توجد مجاعة في إثيوبيا».
```
في 10 فبراير 2021 وصفت أبيرا تولا رئيسة جمعية الصليب الأحمر الإثيوبي النازحين "الذين وصلوا إلى المخيمات في بلدات تيغرايان " يعانون من الهزال "وأن" جلدهم كان على عظامهم بالفعل". وقدر أن "ثمانين بالمائة" من تيجراي لا يمكن الوصول إليها بالمساعدات الإنسانية. في أوائل فبراير 2021 اتفق وزير السلام الإثيوبي موفريات كامل مع ممثلي برنامج الغذاء العالمي على السماح بزيادة توزيع الغذاء في منطقة تيغراي.
[
4
]
```